# 猪野長官

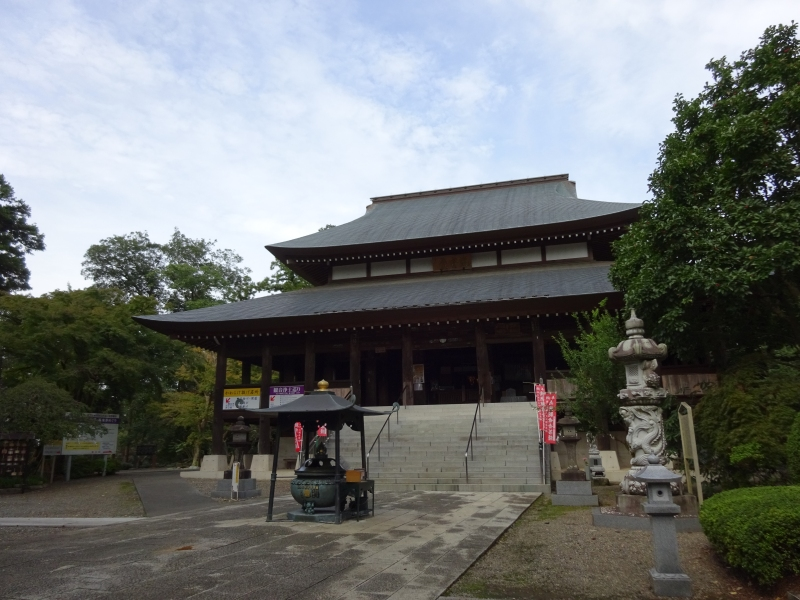
高倉観音

猪野長官（いのうちょうかん）は、古墳 - 飛鳥時代の豪族。矢那郷（現在の木更津市矢那）の有力者で、藤原鎌足の祖父とされる人物である。

## 人物
矢那郷の有力者で、猪台に住んでいたと言われる。長官は40歳になっても子宝に恵まれず、地元の高倉観音に願をかけ祈ったところ一女を授けられた。
この娘は予与観と名付けられ、心清く人に親切な娘に成長したが、器量が悪かったため良縁がなく嘆いていた。彼女は自分が生まれた経緯を長官から聞かされ、同じようにここの観音にすがったところ「鹿嶋に行って日天を拝みなさい」との夢告があり、男子を授かった。この男子が藤原鎌足であると言われている。
このように、木更津における鎌足伝承は、「大鏡」の鎌足鹿嶋出身説に対応する母方（大伴夫人）の物語となっているが、大伴氏には、大伴馬来田という人物がおり、木更津周辺の旧地名である馬来田（望陀）と同じであることから、飛鳥とのつながりを指摘する向きもある。
旧矢那郷付近は、村名を鎌足村としていた時期があり、現在も鎌足小学校、鎌足中学校など、鎌足ゆかりのスポットが点在している。